# Ponte Sous-Terre
A Ponte Sous-Terre, literalmente "Ponte sobre a terra", travesss  o rio Ródano em Genebra, na Suíça, e é a oitava ponte deste rio depois de ter saído do lago Lemano. 
A ponte liga  La Jonction e Saint-Jean, ou seja o Quai du Rhône na margem esquerda com o Quai de Seujet tal como o faz a passarela do Seujet a montante.

## Etimologia
A Ponte Sous-Terre deve o seu nome "sous-terre" por se encontrar quase subterrada na altura da sua construção por fundos privados, em 1891, altura em que era só uma ponte pedestre. Foi oferecida ao estado em 1921, existiu até 1968 altura em que se procedeu á construção da actual.

## História
Durante os trabalhos de escavação, foram descobertos os fundações do antigo priorado de Saint-Jean que havia sido rasado em 1534 e do qual se haviam perdido a localização exacta .

## Características
A ponte em curva e inclinada, é comporta por 2 X duas faixas para automóveis e um único passeios. O segundo passeio que fazia parte do projecto nunca foi construído por redução orçamental . Tem 90,50 m de comprimento e 15 de largura.